# Friedrich Oswald Sauerbronn
Friedrich Oswald Sauerbronn (* 26. September 1784 in Hilsbach; † 4. Dezember 1864 in Nova Friburgo) war ein deutschstämmiger evangelischer Pfarrer, der die erste protestantische Gemeinde in Brasilien leitete.

## Leben
Friedrich Oswald Sauerbronn war der Sohn des Pfarrers in Hilsbach, Karl Ludwig Sauerbronn. Nach dem Studium der Theologie wurde Friedrich Oswald Sauerbronn 1809 Pfarrer in Becherbach bei Kirn.
Nachdem er einen Vertrag als Pfarrer in Brasilien bekommen hatte, reiste er Anfang Mai 1823 mit seiner Frau und acht Kindern ab und kam am 23. Januar 1824 in Rio de Janeiro an. Bei der Überfahrt starb seine Frau. Am 3. Mai 1824 traf er in Nova Friburgo ein, wo Pfarrer Sauerbronn seinen Dienst bei der ersten deutschen Aussiedlergemeinde in Brasilien antrat. 1825 heiratete Sauerbronn in zweiter Ehe Christiane geb. Storck, mit der er 15 Kinder hatte.
Pfarrer Sauerbronn war ebenfalls für die protestantischen Gläubigen zuständig, die aus der Schweiz kamen. Er erhielt
ein angemessenes Gehalt von der brasilianischen Regierung und war bis zu seinem Tod im Jahr 1864 Seelsorger der Gemeinde. Auf dem kommunalen Friedhof von Nova Friburgo wurde er bestattet, wo heute noch sein Grab zu sehen ist.